# Skra Bełchatów
Volleybalclub PGE Skra Bełchatów ontstond in 1957 en speelt in de Poolse Liga. De club nam deel aan de Champions League. In de naam van de club zit de sponsor verwerkt, te weten PGE.

## Palmares
Pools Kampioenschap
- Championship (8x): 2004/2005, 2005/2006, 2006/2007, 2007/2008, 2008/2009, 2009/2010, 2010/2011, 2013/2014
- 2e plaats (1x): 2011/2012
- 3e plaats (2x): 2001/2002, 2014/2015

Beker van Polen
- 1 positie (7x): 2004/2005, 2005/2006, 2006/2007, 2008/2009, 2010/2011, 2011/2012, 2015/2016
- 2e plaats (1x): 2003/2004

Polish Supercup
- 1 positie (2x): 2012, 2014

Champions League
- 2e plaats (1x): 2011/2012
- 3e plaats (2x): 2007/2008, 2009/2010
- 4e plaats (1x): 2014/2015

Club World Championship
- 2e plaats (2x): 2009, 2010
- 3e plaats (1x): 2012